# Referèndum del matrimoni homosexual a Suïssa el 2021
El referèndum del matrimoni homosexual del 2021 fou un referèndum facultatiu que va tenir lloc a Suïssa el 26 de setembre del 2021 sobre una esmena al Codi Civil per legalitzar el matrimoni entre persones de mateix sexe, així com els drets d'adopció per a parelles del mateix sexe i l'accés a l'assistència tecnologia reproductiva per a parelles lesbianes. L'esmena es va anomenar "matrimoni per a tots" (Ehe für alle, Marriage pour toutes et tous, Matrimonio per tutti) en el discurs públic suís.
El 64,1% dels votants i tots els cantons van donar suport a l'esmena, que entrarà en vigor l'1 de juliol de 2022. La votació va convertir a Suïssa en el 29è país en introduir el matrimoni homosexual, i un dels últims a l'Europa occidental.

## Propòsit
L'esmena subjecte a referèndum legalitza el matrimoni homosexual a Suïssa, l'adopció per parelles del mateix sexe i l'assistència tecnologia reproductiva per a les parelles femenines del mateix sexe. Deixa l'opció on les parelles del mateix sexe entrin en una unió civil, tal com van introduir a la legislació suïssa el 2005.

## Història
Suïssa permet als seus ciutadans llançar un referèndum facultatiu per impugnar una llei aprovada per l'Assemblea Federal Suïssa, el parlament federal. Per tal de qualificar-se, la petició ha de tenir com a mínim 50.000 signatures dins dels cent dies posteriors a la publicació de la nova llei al Diari Federal. El partit cristià evangèlic Unió Democràtica Federal de Suïssa (EDU) ja havia anunciat el juny del 2020 que llançarien un referèndum contra la legalització del matrimoni homosexual.
Després de llargues discussions, iniciades per un projecte de llei del 2013 pel Partit Liberal Verd de Suïssa, l'Assemblea Federal va adoptar un projecte de llei per a la legalització del matrimoni homosexual el 2020. Va ser recolzat pel govern federal i tots els partits polítics, excepte la majoria del partit de dretes com el Partit Popular Suís, aproximadament la meitat del partit  Centre i l'EDU. La modificació del Codi civil es va publicar al Diari Federal el 31 de desembre de 2020, deixant als opositors recollir signatures contra la llei fins al 10 d'abril de 2021.
Hi havia tres comitès de referèndum. El primer, per EDU, es deia "No al matrimoni per a tots". El segon, per membres del parlament del Partit Popular Suís (SVP), el Centre i el Partit Evangèlic Suís on van dir "No a la donació d'esperma per a parelles del mateix sexe". Un tercer comitè anomenat "No a la mercantilització dels nens" va ser llançat per membres del parlament del SVP des del Cantó del Valais; també es deien a si mateixos "Per a la Fundació Familiar".
El 12 d'abril de 2021, els opositors al matrimoni entre persones del mateix sexe van anunciar que havien recollit 59.176 signatures certificades i les van portar el Consell Federal El 27 d'abril, la Consell Federal va certificar 61.027 signatures vàlides, la qual cosa significava que la llei seria sotmesa a votació. El 19 de maig, el Consell Federal va decidir que el referèndum es faria el 26 de setembre de 2021.
En els debats previs a la votació, els defensors del matrimoni igualitari, fins i tot la ministra federal de justícia, Karin Keller-Sutter, van destacar la necessitat de posar fi a la discriminació i la desigualtat; van dir que la llei seria un pas cap a la fi de l'estigmatització i la discriminació social contra les parelles del mateix sexe. Els opositors a l'esmena, principalment de cercles conservadors, van avançar l'argument de respectar la tradició; també van dir que canviar la definició de matrimoni necessitaria una modificació constitucional i no legal. Però els seus principals arguments estaven relacionats amb el benestar de la infància, com ara el dret d'un nen a conèixer el pare, que segons ells estarien en perill per als fills de parelles femenines del mateix sexe.

## Enquestes d'opinió
Enquestes prèvies al referèndum coherentment mostraven aproximadament un suport de dos terços dels electors per la llei.
| Enquestador                                       | Comissionat per | Data       | Sí | Probablement sí | Indecís Sense resposta | probablement no | No |
| ------------------------------------------------- | --------------- | ---------- | -- | --------------- | ---------------------- | --------------- | -- |
| gfs.Bern                                          | SRG SSR         | 20/08/2021 | 55 | 14              | 2                      | 9               | 20 |
| LeeWas GmbH Arxivat 2021-11-30 a Wayback Machine. | Tamedia         | 13/08/2021 | 56 | 8               | 1                      | 6               | 29 |
| LeeWas GmbH Arxivat 2021-11-30 a Wayback Machine. | Tamedia         | 01/09/2021 | 60 | 6               | 1                      | 4               | 29 |
| gfs.Bern                                          | SRG SSR         | 15/09/2021 | 53 | 10              | 2                      | 8               | 27 |
| LeeWas GmbH Arxivat 2021-11-30 a Wayback Machine. | Tamedia         | 15/09/2021 | 64 | 3               | 1                      | 3               | 29 |

## Resultats
El 64,1% dels votants i tots els cantons van donar suport a la modificació del Codi civil per legalitzar el matrimoni homosexual.